# Merrey
|  | Per a altres significats, vegeu «Merrey-sur-Arce». |

Merrey és un municipi francès situat al departament de l'Alt Marne i a la regió del Gran Est. L'any 2007 tenia 134 habitants.

## Demografia

### Població
El 2007 la població de fet de Merrey era de 134 persones. Hi havia 52 famílies de les quals 20 eren unipersonals (16 homes vivint sols i 4 dones vivint soles), 12 parelles sense fills i 20 parelles amb fills.
La població ha evolucionat segons el següent gràfic:

### Habitatges
El 2007 hi havia 69 habitatges, 51 eren l'habitatge principal de la família, 10 eren segones residències i 8 estaven desocupats. 65 eren cases i 4 eren apartaments. Dels 51 habitatges principals, 37 estaven ocupats pels seus propietaris i 14 estaven llogats i ocupats pels llogaters; 9 tenien tres cambres, 10 en tenien quatre i 32 en tenien cinc o més. 39 habitatges disposaven pel capbaix d'una plaça de pàrquing. A 26 habitatges hi havia un automòbil i a 19 n'hi havia dos o més.

### Piràmide de població
La piràmide de població per edats i sexe el 2009 era:
| Homes | Edats   | Dones |
| ----- | ------- | ----- |
| 4     | 95 o +  | 0     |
| 0     | 90 a 94 | 4     |
| 4     | 85 a 89 | 0     |
| 0     | 80 a 84 | 4     |
| 0     | 75 a 79 | 20    |
| 4     | 70 a 74 | 4     |
| 4     | 65 a 69 | 0     |
| 0     | 60 a 64 | 4     |
| 0     | 55 a 59 | 0     |
| 4     | 50 a 54 | 4     |
| 4     | 45 a 49 | 4     |
| 0     | 40 a 44 | 4     |
| 12    | 35 a 39 | 4     |
| 0     | 30 a 34 | 4     |
| 0     | 25 a 29 | 0     |
| 0     | 20 a 24 | 0     |
| 4     | 15 a 19 | 0     |
| 0     | 10 a 14 | 0     |
| 4     | 5 a 9   | 8     |
| 0     | 0 a 4   | 0     |

## Economia
El 2007 la població en edat de treballar era de 82 persones, 57 eren actives i 25 eren inactives. De les 57 persones actives 51 estaven ocupades (32 homes i 19 dones) i 6 estaven aturades (4 homes i 2 dones). De les 25 persones inactives 7 estaven jubilades, 8 estaven estudiant i 10 estaven classificades com a «altres inactius».

### Ingressos
El 2009 a Merrey hi havia 54 unitats fiscals que integraven 131 persones, la mediana anual d'ingressos fiscals per persona era de 14.468 €.

### Activitats econòmiques
Els 2 establiments que hi havia el 2007 eren d'empreses de transport.
L'únic servei als particulars que hi havia el 2009 era una oficina d'administració d'Hisenda pública.
L'any 2000 a Merrey hi havia 4 explotacions agrícoles.

## Poblacions properes
El següent diagrama mostra les poblacions més properes.